# Liège-Bastogne-Liège 2019
Liège-Bastogne-Liège 2019 105. edycja wyścigu, która została rozegrana na dystansie 256 kilometrów. Wyścig rozpoczął się i zakończył w Liège. Wyścig zaliczany był do cyklu UCI World Tour 2019.

## Uczestnicy
Do wyścigu przystąpiło 25 ekip. Wśród nich znajdowały się wszystkie osiemnaście ekip UCI World Tour 2019 oraz siedem innych zaproszonych przez organizatorów.
| Numery  | Kod | Drużyna                    |
| ------- | --- | -------------------------- |
| 1-7     | DQT | Deceuninck-Quick Step      |
| 11-17   | EF1 | EF Education First         |
| 21-27   | ALM | Ag2r-La Mondiale           |
| 31-37   | TBM | Bahrain-Merida             |
| 41-47   | BOH | Bora-Hansgrohe             |
| 51-57   | MTS | Mitchelton-Scott           |
| 61-67   | SKY | Team Sky                   |
| 71-77   | AST | Astana Pro Team            |
| 81-87   | LTS | Lotto Soudal               |
| 91-97   | SUN | Team Sunweb                |
| 101-107 | MOV | Movistar Team              |
| 111-117 | COF | Cofidis, Solutions Crédits |
| 121-127 | UAE | UAE Team Emirates          |

| Numery  | Kod | Drużyna                    |
| ------- | --- | -------------------------- |
| 131-137 | CPT | CCC Team                   |
| 141-147 | KAT | Team Katusha-Alpecin       |
| 151-157 | TJV | Team Jumbo-Visma           |
| 161-167 | TFS | Trek-Segafredo             |
| 171-177 | GFC | Groupama–FDJ               |
| 181-187 | DDD | Dimension Data             |
| 191-197 | WGG | Wanty-Groupe Gobert        |
| 201-207 | TDE | Total Direct Énergie       |
| 211-217 | PCB | Team Arkéa Samsic          |
| 221-227 | SVB | Sport Vlaanderen–Baloise   |
| 231-237 | VCC | Vital Concept - B&B Hotels |
| 241-247 | WVA | Bingoal-Wallonie Bruxelles |

## Klasyfikacja generalna
| M-ce | Imię i nazwisko       | Kraj            | Drużyna            | Czas       |
| ---- | --------------------- | --------------- | ------------------ | ---------- |
| 1.   | Jakob Fuglsang        | Dania           | Astana Pro Team    | 6h 37' 37" |
| 2.   | Davide Formolo        | Włochy          | Bora-Hansgrohe     | + 27"      |
| 3.   | Maximilian Schachmann | Niemcy          | Bora-Hansgrohe     | + 57"      |
| 4.   | Adam Yates            | Wielka Brytania | Mitchelton-Scott   | + 57"      |
| 5.   | Michael Woods         | Kanada          | EF Education First | + 57"      |
| 6.   | David Gaudu           | Francja         | Groupama–FDJ       | + 57"      |
| 7.   | Mikel Landa           | Hiszpania       | Movistar Team      | + 57"      |
| 8.   | Vincenzo Nibali       | Włochy          | Bahrain-Merida     | + 1' 00"   |
| 9.   | Dylan Teuns           | Belgia          | Bahrain-Merida     | + 1' 00"   |
| 10.  | Wout Poels            | Holandia        | Team Sky           | + 1' 26"   |
|      |                       |                 |                    |            |
| 12.  | Michał Kwiatkowski    | Polska          | Team Sky           | + 1' 29"   |
| 74.  | Michał Gołaś          | Polska          | Team Sky           | + 13' 11"  |
| 90.  | Tomasz Marczyński     | Polska          | Lotto Soudal       | + 17' 39"  |